# Лопухова, Пелагея Васильевна
Пелагея Васильевна Лопухова (5 октября 1918 года, с. Бурно-Ивановское, Аулие-Атинский уезд, Сырдарьинская область, Туркестанская АССР — 12 июля 2002 года, Херсон, Украина) — табаковод, звеньевая колхоза имени Калинина Кировского района Таласской области, Киргизская ССР. Герой Социалистического Труда (1950). Депутат Верховного Совета Киргизской ССР.

## Биография
Родилась в 1918 году в крестьянской семье в селе Бурно-Ивановское (ныне — аул Нурлыкент, Жуалынский район Жамбылской области, Казахстан).
Трудилась в колхозе имени Калинина Кировского района. Позднее возглавляла звено по возделыванию табака.
В 1949 году звено Пелагеи Лопуховой вырастила высокий урожай табака. Указом Президиума Верховного Совета СССР от 29 мая 1950 года удостоена звания Героя Социалистического Труда с вручением ордена Ленина и золотой медали «Серп и Молот». Также награждена Малой серебряной медалью ВСХВ.
Дважды избиралась депутатом Верховного Совета Киргизской ССР (1951—1959).
С 1969 года — персональный пенсионер союзного значения. Проживала в селе Кызыл-Адыр. В последние годы жизни переехала в город Херсон, где скончалась в 2002 году.